# Euploea erana
Euploea erana är en fjärilsart som beskrevs av Hans Fruhstorfer 1910. Euploea erana ingår i släktet Euploea och familjen praktfjärilar. Inga underarter finns listade i Catalogue of Life.